# Премия Муз-ТВ 2006
4-я ежегодная национальная премия в области популярной музыки Муз-ТВ состоялась 2 июня 2006 года в спортивном комплексе «Олимпийский».
Зарубежными гостями этой премии стали американский рэпер 50 Cent и бойз-бэнд US5.
Ведущими премии стали рэпер Тимати, телеведущие Маша Малиновская и Лера Кудрявцева, а также певец Николай Басков. Общее число зрителей составило около 23 тысяч человек.

## Голосование
Процесс голосования проходил в два этапа. С 17 февраля эксперты начали отбор трёх претендентов в каждую категорию, а после оглашения списка номинантов 5 апреля 2006 года стартовало зрительское голосование, которое закончилось в день церемонии. Победители были объявлены 2 июня 2006 года в прямой трансляции из спортивного комплекса «Олимпийский».

## Выступления
Во время выступления Кристины Орбакайте произошла техническая неполадка и вместо «минуса» певице включили фонограмму с её голосом, однако Кристина отказалась петь и закрыла рот руками, потому Орбакайте выступать пришлось дважды.
| Исполнитель                     | Песня                      |
| ------------------------------- | -------------------------- |
| «Тату»                          | «All about us»             |
| «Тату»                          | «Нас не догонят»           |
| Кристина Орбакайте              | «Всё сначала»              |
| Сергей Лазарев                  | «Даже если ты уйдёшь»      |
| «Братья Грим»                   | «Ресницы»                  |
| «Братья Грим»                   | «Кустурица»                |
| Жанна Фриске                    | «Где-то летом»             |
| US 5                            | «Maria»                    |
| «Океан Ельзи»                   | «Без бою»                  |
| «А’Студио»                      | «Улетаю»                   |
| Arash и «Блестящие»             | «Восточные сказки»         |
| Валерий Меладзе                 | «Без суеты»                |
| «Фактор 2»                      | «Красавица»                |
| «Фактор 2»                      | «Беспонтово»               |
| Uma2rmaH                        | «Ты далеко»                |
| Дмитрий Маликов                 | «С чистого листа»          |
| «ВИА Гра»                       | «Обмани, но останься»      |
| «Агата Кристи»                  | Remix                      |
| Николай Басков и Таисия Повалий | «Ты далеко»                |
| «Гости из будущего»             | «Лучшее в тебе»            |
| Гарик Сукачёв                   | «Свободу Анжеле Дэвис»     |
| Гарик Сукачёв                   | «Моя бабушка курит трубку» |
| «Дискотека Авария»              | «Опа!»                     |
| «Дискотека Авария»              | «Если хочешь остаться»     |
| «Звери»                         | «Рома, извини»             |
| «Звери»                         | «До скорой встречи»        |
| 50 Cent                         | «What up gangsta»          |
| 50 Cent                         | «P.I.M.P»                  |
| 50 Cent                         | «In da club»               |
| 50 Cent                         | «Candy shop»               |
| 50 Cent                         | «Just a LT Bt»             |
| 50 Cent                         | «Disco Inferno»            |
| 50 Cent                         | «Window Shopper»           |

## Номинации
Ниже представлен полный список победителей и номинантов премии. Победители отмечены зелёной галочкой. Впервые были номинирована украинская рок-группа, ею стала — «Океан Ельзи».

### Лучшая песня
t.A.T.u. — «All About Us»

A’Studio — «Улетаю»

«Дискотека Авария» — «Если хочешь остаться»

### Лучший исполнитель
Стас Пьеха

Валерий Меладзе

Николай Басков

### Лучшая исполнительница
Кристина Орбакайте

Земфира

Жанна Фриске

### Лучшая поп-группа
«Дискотека Авария»

«ВИА Гра»

t.A.T.u.

### Лучшая рок-группа
«Звери»

«Океан Ельзи»

«Uma2rman»

### Лучший хип-хоп проект
«Банда»

Серёга

«Каста»

### Лучший дуэт
«Дискотека Авария»/Олег Меньшиков — «Страдания»

Николай Басков/Таисия Повалий — «Отпусти меня»

«Блестящие»/Arash — «Восточные сказки»

### Лучший альбом
«Uma2rman» — «А может это сон…?»

Земфира — «Вендетта»

t.A.T.u. — «Люди инвалиды»

### Лучшее видео
«Дискотека Авария» — «Если хочешь остаться»

«ВИА Гра» — «Бриллианты»

t.A.T.u. — «All About Us»

### Лучший танцевальный проект
DJ Groove

Triplex

Vengerov&Fedoroff

### Лучший рингтон
X-Mode & DJ НИЛ — «Animals»

«Братья Грим» — «Ресницы»

Фактор-2 — «Красавица»

### Прорыв года
«Братья Грим»

Сергей Лазарев

Фактор-2

### Лучшее концертное шоу
19 ноября, Uma2rman, СК «Олимпийский»

02 декабря, «Золотой граммофон», ГКД

5-7 августа, «НАШЕствие» Эммаус

## Специальные награды
- За вклад в поп-музыку: Алла Пугачёва
- За вклад в рок-музыку: Гарик Сукачёв